# بند شمالی (نبراسکا)
بند شمالی(به انگلیسی: North Bend) شهری در ایالت نبراسکا کشور ایالات متحده آمریکا است که جمعیت آن در سرشماری سال ۲۰۱۰ میلادی، ۱٬۱۷۷ نفر بوده‌است.